# Éliane Excoffier
Éliane Excoffier née en 1971 à Saint-Jérôme est une artiste visuelle québécoise.   Sa pratique artistique est essentiellement photographique, avec un intérêt marqué pour l’histoire de la photographie et de l’utilisation d’outils photographiques traditionnels. Le thème du corps féminin est un sujet important dans sa pratique.

## Biographie
Éliane Excoffier est diplômée en arts plastiques et en histoire de l’art de l’Université de Montréal, elle pratique la photographie depuis 1996. Elle a participé à de nombreuses expositions individuelles et collectives, principalement au Québec et aussi à l’international. Ses œuvres font partie de plusieurs collections muséales et privées, nationales et internationales. Son travail est représenté par la Galerie Simon Blais à Montréal.

## Démarche
Éliane Excoffier crée des œuvres photographiques en combinant impression argentique et manipulation numériques. Après une longue période à s’intéresser à la représentation du corps féminin et à ses rituels de beauté, à partir de 2015, elle tourne sa lentille vers la captation de l’activité nocturne d’animaux sauvages. Installées en forêt, des caméras sensibles au mouvement captent leur passage à leur insu. Il en résulte des images fantomatiques et poétiques, empreintes d’étrangeté et de fragilité où la lumière enveloppe les corps en mouvement.

## Expositions
Expositions individuelles (sélection)
·      2022 : D’autres Fables, Rencontres de la photographie en Gaspésie, 13e édition, Percé, QC
·      2022: Nightlife au Mont-Pinacle, Centre Adélard et exposition in situ au Mont-Pinacle, Frelighsburg, QC
·      2022: Mille lieues, VU Centre de diffusion et de production de la photographie, Québec, QC 
·      2018: Nightlife, Galerie Simon Blais, Montréal, QC
·      2017: Elle, Arprim, Centre d’essai en art imprimé, Montréal, QC
·       2017: Fables, VOLTA  Art Fair NY, New York, USA
·      2017: Éliane Excoffier 2004 - 2011, Galerie Simon Blais, Montréal, QC
·      2015: Fables, Galerie Simon Blais, Montréal, QC
·      2012: Series 1996-2011, Stephen Bulger Gallery, Toronto, ON 
·      2011: Séries 1996-2011, Galerie Simon Blais, Montréal, QC
·      2009: Éliane Excoffier, Bilan 1996-2008, Musée régional de Rimouski, Rimouski, QC
·      2009: Kiev, Stephen Bulger Gallery, Toronto, ON
·      2008: Kiev, Galerie Simon Blais, Montréal, QC
·      2006: Obscures (série no. 2), VU, Centre de diffusion et de production de la photographie, Québec, QC
·      2004: Obscures, Galerie Sylviane Poirier art contemporain, Montréal, QC
·      1999: Petit lexique de beauté, Mois de la photo à Montréal, Observatoire 4, Montréal, QC
·      1999: Petit lexique de beauté (première partie), Centre d’Exposition des Gouverneurs, Sorel, QC
·      1997: Rituels, La Galerie du SAC, Université de Montréal, Montréal, QC

## Collections publiques et corporatives
·       Collection Musée des beaux-arts de Montréal
·       Collection Musée d’art de Joliette
·       Collection Musée régional de Rimouski
·       Collection Musée national des beaux-arts du Québec
·       Collection Prêt d’œuvres d’art du Musée national des beaux-arts du Québec
·       Collection Banque Nationale
·       Collection Hydro-Québec
·       Collection Cirque du Soleil
·       Collection Loto-Québec